# Coutarea
Coutarea é um género botânico pertencente à família Rubiaceae.

## Espécies
- Coutarea acamptoclada
- Coutarea alba
- Coutarea andrei
- Coutarea campanilla
- Coutarea corymbosa
- Coutarea diervilloides
- Coutarea flavescens

1. ↑  «Coutarea — World Flora Online». www.worldfloraonline.org. Consultado em 19 de agosto de 2020